# Bataille de Diu
La bataille de Diu est une bataille navale qui s'est déroulée les 2 et 3 février 1509 au large du port de Diu (Inde). Le Portugal défait une flotte composée de forces mameloukes, ottomanes, du zamorin de Calicut et du sultanat du Gujarat, assistées par la république de Venise et la république de Raguse. Cette bataille est parfois appelée seconde bataille de Chaul (cf. contexte de la bataille).

## Importance
Cette bataille revêt une importance majeure dans l'histoire, marquant le début de la domination européenne sur les mers d'Asie, corrélée à la défaite de la puissance dominante d'alors, l'Empire ottoman. Elle marque aussi le début de la diffusion de l'opposition en Europe et au Moyen-Orient entre le christianisme et l'islam jusqu'à l’océan Indien qui était une zone prédominante du commerce international à l'époque.
Cette bataille peut être comparée à celles de Lépante en 1571, d'Aboukir en 1798, de Trafalgar en 1805 ou de Tsushima en 1905 en termes d'impact, bien que n'ayant pas eu la même échelle.
Les Portugais tirèrent rapidement profit de cette bataille en s'emparant de zones clés donnant sur l'océan Indien telles que Mombasa, l'archipel de Socotra, Mascate, Ormuz, Goa, Ceylan et Malacca, ce qui leur permit de contourner les traditionnelles routes maritimes ou terrestres contrôlées par les Arabes et les Vénitiens, en passant par le cap de Bonne-Espérance. De ce fait, ils portèrent d'un même coup atteinte aux intérêts mamelouks, ottomans, vénitiens et à ceux du sultanat du Gujarat (alors à son apogée). Le nouveau monopole portugais dura jusqu'à l'émergence de la Compagnie anglaise des Indes orientales et la bataille de Swally en 1612.
Pour les Vénitiens, cet échec, conjugué avec la formation de la Ligue de Cambrai en 1508, marqua la fin de l'apogée de leur république.

## Personnages principaux

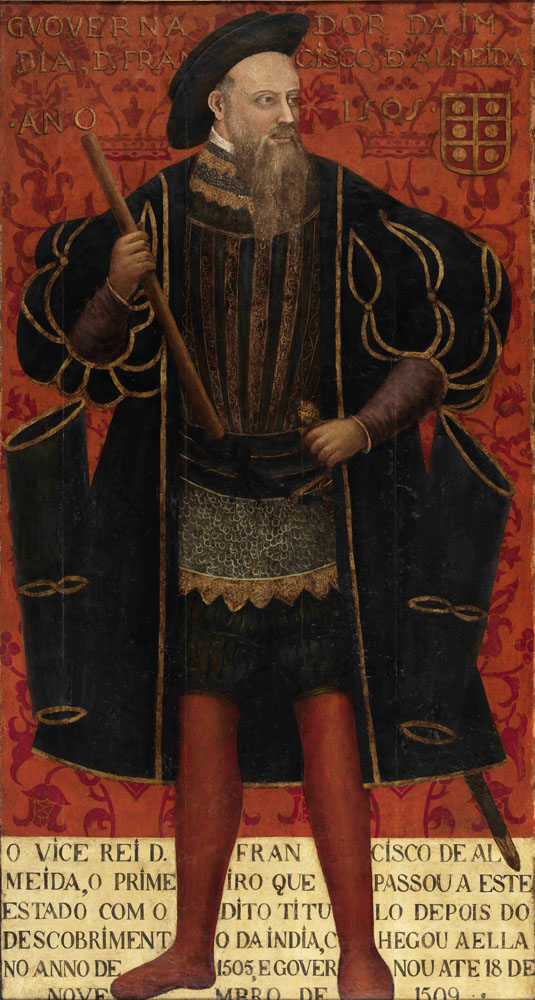
Dom Francisco de Almeida, premier vice-roi des Indes portugais.

- Dom Francisco de Almeida, premier vice-roi des Indes portugais ;
- Amir Husain Al-Kūrdī (en), commandant de l'escadron naval mamelouk, dont l'équipage était majoritairement turc ;
- Selman Reis (en), amiral ottoman ;
- Malik El Hissa (en), gouverneur de Diu représentant le sultan du Gujarat ;
- le zamorin de Calicut, qui se joignit à l'alliance de par son inimitié à l'égard des Portugais depuis le débarquement de Vasco de Gama en 1498 sur son territoire.

## Contexte
Diu était un poste avancé (musulman) et critique pour le contrôle global du commerce des épices en provenance des Indes, alors sous la mainmise conjointe des Mamelouks et des Vénitiens. Le roi Manuel Ier de Portugal, sur la base des récents exploits de Vasco da Gama, envoya son premier vice-roi avec 21 navires en 1505 afin de renforcer les récents établissements portugais en Afrique de l'Est et en Inde.
Les patrouilles navales portugaises interceptant régulièrement les approvisionnements en bois en provenance de la côte de Malabar destinés à la flotte mamelouke en mer Rouge, le sultan ottoman Bajazet II fournit à l'Égypte des galères similaires à celles qu'il utilisait en Méditerranée. Ces vaisseaux, démontés à Alexandrie avec l'aide des Vénitiens et réassemblés sur la côte de la mer Rouge, étaient cependant moins résistants sur l'océan Indien, et étaient moins bien armés que la flotte portugaise.
Cette nouvelle flotte mamelouke se dirigea vers l'Inde en 1507, faisant escale pour fortifier Djeddah contre une potentielle attaque portugaise, avant de passer par Aden, recevant l'assistance du sultan tahiride, puis, en 1508, de traverser l'océan Indien en direction du port de Diu.
La bataille de Diu servit de revanche à la première bataille de Chaul en mars 1508, qui vit la mort de Dom Lourenço Almeida, fils du vice-roi, dont le navire fut surpris par la flotte mamelouke récemment arrivée en Inde.

## Déroulement de la bataille

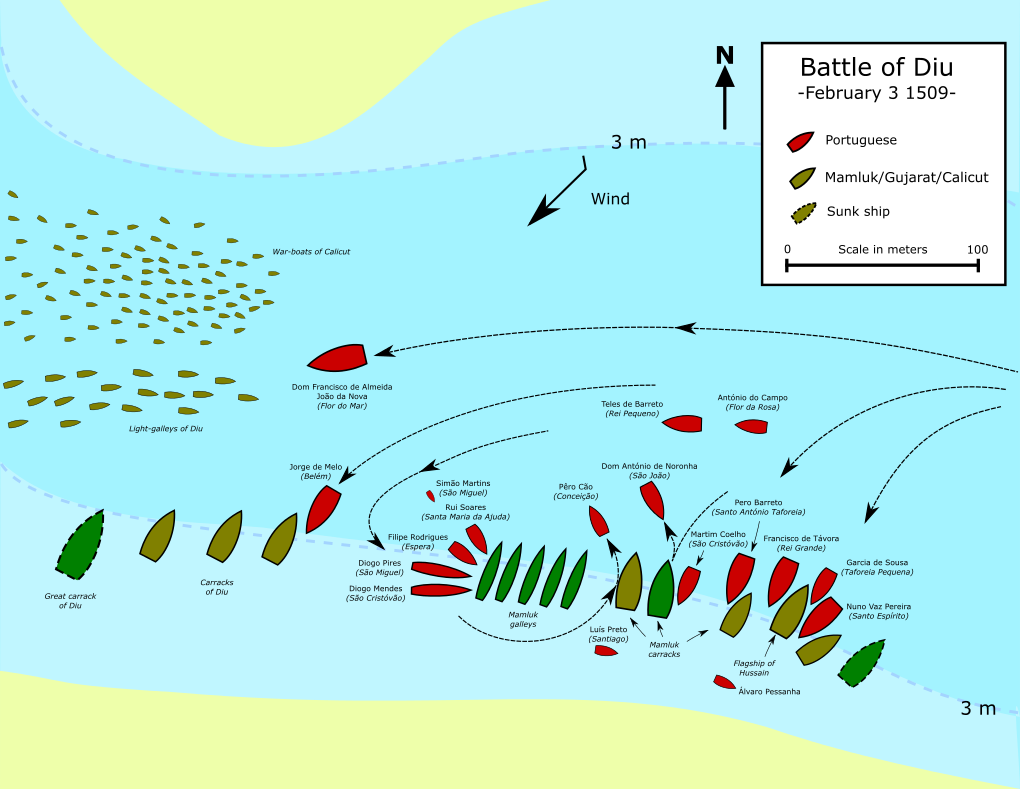
Bataille de Diu. Une partie des forces portugaises aborda les navires musulmans tandis que le « Flor do Mar » empêchait les navires à rames musulmans de sortir.

Les Portugais comptaient 18 bateaux commandés par le vice-roi, soit un total de 800 soldats portugais et 400 soldats indiens de Cochin. Les forces alliées disposaient de 46 à 150 navires mais peu de grande taille.
La défense de l'île était composée de la flotte énoncée, ainsi que de plusieurs forts armés de batteries côtières qui maintinrent la flotte portugaise à distance toute la nuit précédant l'attaque. Tirant profit d'un vent qui s'était levé à 3 heures du matin, 18 navires de la flotte portugaise foncèrent sur celle des alliés, sous le feu nourri de l'artillerie ennemie. Il s'ensuivit une série d'abordages très violents qui durèrent toute la journée. Le soir venu, la bataille s'acheva avec la prise du vaisseau amiral de l'émir. De nombreux navires coalisés furent coulés et capturés. Sur 450 hommes de la flotte mamelouke, 22 survécurent et furent faits prisonniers.
Dès le lendemain, le gouverneur de Diu envoya demander la paix au vice-roi portugais, qui accepta en échange de prisonniers, de quelques galères, ainsi que de son engagement à ne plus offrir asile aux flottes du calife.
Le traitement des captifs mamelouks et gujaratis fut brutal sur le chemin du retour à Cochin. Le vice-roi, en mesure de représailles contre la mort de son fils, ordonna des pendaisons et certains furent attachés aux bouches des canons portugais.

## Seconde bataille de Diu
Cette bataille ne mit pas fin à la rivalité entre les empires ottoman et portugais : elle annonce une série d'expéditions navales ottomanes dans l'océan Indien qui se prolongea pendant tout le XVIe siècle. En 1538, une seconde bataille navale survint au large de Diu lorsqu'une flotte de 54 navires chargés de 7 000 hommes, dirigée par Hussain Pacha (en) et envoyée par Soliman le Magnifique, fit le siège de la forteresse portugaise (construite en 1535), avant de lever le siège.
Cette flotte arriva le 14 septembre 1538, dans le but de soutenir la rébellion de la population de Diu, qui avait mobilisé et armé dans le plus grand secret, 10 000 fantassins et 5 000 cavaliers.
Le premier jour, 700 janissaires débarquèrent pour semer la terreur chez les Portugais. En se présentant fièrement devant le fort de ces derniers, ils furent reçus par une salve d'arquebuses qui en tua une cinquantaine. Le lendemain, une violente tempête éloigna la flotte ottomane pendant 22 jours, ce qui laissa aux Portugais le temps de préparer leurs défenses. Le 4 octobre, l'artillerie ottomane commença à bombarder la forteresse. Après avoir ouvert des brèches dans les murailles, Hussein Pacha lança une série d'assauts. Les trois derniers eurent lieu le 31 octobre avec près de 14 000 hommes. Tous furent repoussés, mais sur 600 défenseurs portugais, seuls 40 restaient en état de combattre. Exténués, à court de vivres et de munitions, ils virent le siège se lever le lendemain, et la flotte repartir. Par chance, les Turcs, démoralisés par cette farouche résistance et ne connaissant pas l'état déplorable des capacités défensives des Portugais, jouèrent la carte de la prudence compte tenu des pertes qu'ils avaient déjà subies, ainsi que de la rumeur selon laquelle une flotte de secours était en route pour casser le siège. Il est vrai que 160 navires avec plus de 10 000 hommes envoyés par le roi du Portugal se préparaient à quitter Goa.
Un nouveau siège avorté en 1547 fut la dernière tentative ottomane d'expansion de leur influence dans l'océan Indien. Le monopole portugais sur le commerce des épices ne fut plus contesté avant l'arrivée des Anglais et des Néerlandais au siècle suivant.

## Anecdotes
Parmi les blessés portugais de la bataille de 1509, se trouvait le jeune Ferdinand de Magellan, qui, par la suite, a été le premier navigateur à réaliser une circumnavigation. Il s'était porté volontaire pour servir le premier vice-roi portugais et avait quitté le Portugal pour l'Inde le 25 mars 1505.
Trois drapeaux du sultan mamelouk du Caire furent saisis par les Portugais et sont actuellement exposés au couvent de l'ordre du Christ, dans la ville de Tomar, foyer spirituel de la branche portugaise des Templiers.

### Référence
1. ↑  Michael Adas, Islamic & European Expansion: The Forging of a Global Order, Temple University Press, 1993 (ISBN 9781566390682, lire en ligne).
2. ↑  Saturnino Monteiro (2011), Portuguese Sea Battles Volume I – The First World Sea Power p. 273.
3. ↑  Conquerors: How Portugal seized the Indian Ocean and forged the first Global Empire by Roger Crowley.
4. ↑  Palmira Burnett, Ottoman Seapower and Levantine Diplomacy in the Age of Discovery, SUNY Press, New York, 1994, p. 35, 171  (ISBN 0-7914-1701-8).

### Sources
- (en) Edward C. Bayley, The Local Muhammadan Dynasties: Gujarat, Londres, 1886.
- (en) Palmira Brummett, Ottoman seapower and Levantine diplomacy in the age of discovery, Albany, NY, State University of New York Press, coll. « SUNY series in the social and economic history of the Middle East », 1994, 385 p. (ISBN 978-0-7914-1701-0 et 978-0-791-41702-7, lire en ligne).
- (en) Luís Vaz de Camões (trad. du portugais par Landeg White), The Lusíads, Oxford New York, Oxford University Press, coll. « Oxford world's classics », 1997, 258 p. (ISBN 978-0-19-280151-7).
- (en) Robert Kerr, General History and Collection of Voyages and Travels, arranged in a systematic order, 1881, 14 vols (Project Gutenberg, Columbia University).
- Joseph François Lafitau, Histoire des découvertes et conquestes des portugais dans le nouveau monde, tome premier, 1733.
- (pt) Cmdr. Saturnino Monteiro, Batalhas e Combates da Marinha Portuguesa, Vol. I, Lisbonne, A.N.C., Library Sá da Costa Editor, 2001.
- (en) Clifford J. Rogers, Readings on the Military Transformation of Early Modern Europe, San Francisco, Westview Press, 1995 (p. 299-333).